# Lamanai
Lamanai är en fornlämning i Belize.   Den ligger i distriktet Orange Walk, i den norra delen av landet, 60 km norr om huvudstaden Belmopan. Lamanai ligger 28 meter över havet. Den ligger vid sjön New River Lagoon.
Terrängen runt Lamanai är platt. Runt Lamanai är det glesbefolkat, med 8 invånare per kvadratkilometer.. Närmaste större samhälle är Shipyard, 15,8 km norr om Lamanai.
I omgivningarna runt Lamanai växer i huvudsak städsegrön lövskog.